# Fridolin Sandmeyer
Fridolin Sandmeyer (* 1987 in Saarbrücken) ist ein deutscher Schauspieler und Hörspielsprecher.

## Leben
Fridolin Sandmeyer stammt aus einer künstlerischen Familie. Seine Mutter war Tänzerin, sein Vater Bühnenmeister. Sein Schauspielstudium absolvierte er von 2008 bis 2012 an der Akademie für Darstellende Kunst Baden-Württemberg in Ludwigsburg. Sein erstes Festengagement trat er 2010/11 am Schauspiel Stuttgart an, wo er unter der Regie von Hasko Weber, Mareike Mikat, Kristo Šagor, Nina Mattenklotz, Peter Kastenmüller und Jan Koslowski arbeitete.
Ab der Spielzeit 2013/14 war er drei Jahre festes Ensemblemitglied am Deutschen Nationaltheater Weimar. Dort spielte er u. a. Orsino in Was ihr wollt (Regie: Alice Buddeberg), den Hofmarschall von Kalb in Kabale und Liebe (Regie: Bettina Bruinier), Givola in Der aufhaltsame Aufstieg des Arturo Ui (Regie: Christoph Mehler) und Rocco in Rocco und seine Brüder (Regie: Christian Weise).
2017 gastierte er am Schauspielhaus Bochum als Tybalt und Paris in der Romeo und Julia-Inszenierung von Marius von Mayenburg. Zur Spielzeit 2017/18	wechselte er fest ins Ensemble am Schauspiel Frankfurt. Zu seinen Frankfurter Rollen gehörten Jupiter in Amphitryon, Marinelli in Emilia Galotti, Bruno in Die Ratten, Hans Miklas in Mephisto, die Hauptrolle in Der Theatermacher und Iwan in Malina. Er trat am Schauspiel Frankfurt u. a. in Regiearbeiten von Andreas Kriegenburg, David Bösch, Anselm Weber, Felicitas Brucker, Claudia Bauer, Herbert Fritsch und Lilja Rupprecht auf.
Seit der Spielzeit 22/23 ist er freiberuflich tätig. 2023 gastierte er als Gerichtsdiener Frosch in Die Fledermaus an der Staatsoperette Dresden und als Dünner Vetter in Jedermann bei den Salzburger Festspielen. 2024 trat er am Staatsschauspiel Dresden in Mamma Medea von Tom Lanoye auf.
2012 und 2020 nominierte ihn die Fachzeitschrift Theater heute als „Bester Nachwuchsschauspieler“.
Neben seiner Bühnentätigkeit ist Fridolin Sandmeyer regelmäßig für Film und Fernsehen tätig. In der saarländischen Mundartfernsehserie Unter Tannen hatte er eine Hauptrolle als Waldarbeiter Kalle. In der Amazon Prime-Serie Die Discounter (2022) war er als Kalle, der Freund des Kaufhausdetektivs Jonas, zu sehen. In der ZDFneo-Comedyserie Ready.Daddy.Go! spielte er, an der Seite von Maike Jüttendonk, die Rolle von Michel, der beschließt, mithilfe einer Leihmutter in Indien Vater zu werden. In der 10. Staffel der ZDF-Serie Bettys Diagnose (2023) übernahm er, mit Patricia Meeden als Partnerin, eine Episodenhauptrolle als Finanzbeamter und getrennter lebender Noch-Ehemann Max Kronthaler.
Fridolin Sandmeyer lebt in Berlin. Sein jüngerer Bruder Merlin Sandmeyer, mit dem er in Die Discounter ein Liebespaar spielte, ist ebenfalls als Schauspieler tätig.

## Filmografie (Auswahl)
- 2011: Der Vater ist tot, es lebe der Vater (Kurzfilm)
- 2011: E(i)fersucht (Kurzfilm)
- 2016: Familie Dr. Kleist: Fremdkörper (Fernsehserie, eine Folge)
- 2016–2019: Unter Tannen (Fernsehserie, Serienrolle, 6 Folgen)
- 2017: Tatort: Der scheidende Schupo (Fernsehreihe)
- 2020: Unter Tannen – Der Film
- 2021: Tatort: Der Herr des Waldes (Fernsehreihe)
- 2021: SOKO Köln: Wohnungsnot (Fernsehserie, eine Folge)
- 2022: Ein Fall für zwei: Kanalratten (Fernsehserie, eine Folge)
- 2022: Die Discounter (Fernsehserie, Serienrolle, 6 Folgen)
- 2023: Ready.Daddy.Go! (Fernsehserie, Serienrolle, 6 Folgen)
- 2023: Trauzeugen (Kinofilm)
- 2023: Bettys Diagnose: Beziehungsprobleme (Fernsehserie, eine Folge)
- 2024: Das Küstenrevier: My Home is my Albtraum (Fernsehserie, eine Folge)
- 2024: Schleudergang (Fernsehserie)
- 2025: Die Bestatterin – Tote leben länger (Fernsehreihe)

## Hörspiele (Auswahl)
- 2019: Jane Austen: Northanger Abbey (2 Teile) (James Morland) – Bearbeitung und Regie: Silke Hildebrandt (Hörspielbearbeitung – HR/Der Hörverlag)
- 2022: Elisabeth Weilenmann: Leck mich (Marcel) – Schnitt und Regie: Elisabeth Weilenmann (Original-Hörspiel – HR/ORF)
- 2022: Tawni O'Dell: Feminist Gangsta: Wenn Engel brennen (2. und 3. Teil) (Kirk, Barkeeper) – Bearbeitung und Regie: Mark Ginzler (Hörspielbearbeitung – SWR/HR)
- 2024: Elisabeth Weilenmann: LIBIDOdialoge – eine Dating-Sinfonie in drei Sätzen: 1. Teil: Leck Mich! (Marcel) – Schnitt und Regie: Elisabeth Weilenmann (Originalhörspiel – HR/ORF)

Quellen: ARD-Hörspieldatenbank und Ö1-Hörspieldatenbank